# Journée internationale de la fraternité humaine
La journée internationale de la fraternité humaine est une journée qui promeut le dialogue interreligieux et interculturel,,. Elle fut proclamée par l'Assemblée générale des Nations unies le 21 décembre 2020 par le biais de la résolution 75/200. Avec cette résolution, qui fut d’abord proposée par l’Égypte et les Émirats arabes unis, les Nations unies invitèrent tous les États membres et autres organisations internationales à commémorer chaque année la Journée de la Fraternité Humaine le 4 février. Depuis cette première célébration du 4 février 2021, la Journée Internationale de la Fraternité Humaine a reçu le soutien de plusieurs personnalités au rayonnement mondial. Le Pape François, le grand imam d’Al-Azhar, Cheikh Ahmed el-Tayeb, ainsi que le président des États-Unis Joe Biden,, ont secondé l'initiative.
Cette journée tût célébrée pour la première fois le 04 février 2021. Cette première célébration était virtuelle car elle eut lieu par visioconférence à cause de la pandémie du Covid-19. Au cours de cette rencontre virtuelle qui réunissait l'imam, le pape, le prince Cheikh Mohammed ben Zayed et d’autres personnalités, le prix Zayed Award for Human Fraternity qui a été conçu pour encourager et reconnaître ceux qui inspirent le monde à jouer un rôle dans la création d'un monde plus compréhensif, inclusif et pacifique a été décerné à António Guterres et Latifah Ibn Ziaten,,,.

## Contexte
Tout a commencé le 04 février 2019 à Abou Dhabi où eût lieu une rencontre entre le pape François et le grand imam d’Al-Azhar, Ahmed el-Tayeb. À l'issue de cette entrevue, le pape et l'imam signèrent un document commun pour immortaliser cette rencontre quelque peu historique. Le document signé était alors nommé : Document sur la fraternité humaine pour la paix dans le monde et la coexistence commune aussi connu sous le nom de Déclaration d’Abou Dhabi. Dans cette déclaration, les deux signataires appellent les peuples et les dirigeants internationaux à « s’engager sérieusement pour répandre la culture de la tolérance, de la coexistence et de la paix ; intervenir, dès que possible, pour arrêter l’effusion de sang innocent, et mettre fin aux guerres, aux conflits, à la dégradation environnementale et au déclin culturel et moral que le monde vit actuellement ».
Comme l’a affirmé à de nombreuses reprises António Guterres, Secrétaire Général des Nations unies, les valeurs de compassion et de solidarité humaine incarnées dans ce texte sont les mêmes qui avaient précédemment inspiré la résolution a l’origine de l’instauration du 4 février comme Journée internationale de la Fraternité Humaine,.
Dès lors, les Nations unies firent de ce jour une journée internationale célébrant la fraternité humaine en proclamant que :« La tolérance, le pluralisme , le respect mutuel et la diversité des religions et des convictions font en effet prospérer la fraternité humaine. ». Ainsi, la date du 4 février est décrétée «Journée internationale de la fraternité humaine»,,.
Dans le but de mettre en place des initiatives pour mettre en pratique le Document sur la Fraternité Humaine, le Comité Suprême pour la Fraternité Humaine fut créé en août 2019. Ce Comité, qui est formé par des personnalités religieuses et civiles de différents pays et de différentes croyances, octroie chaque année le Prix Zayed pour la Fraternité Humaine. Ce Prix récompense des personnalités ou entités qui, à travers le leadership dont elles ont pu faire preuve, ont contribué de manière significative à diminuer les désaccords et à promouvoir la tolérance et la paix.
Enfin, le Document de la Fraternité Humaine a également eu une certaine influence dans la création de l’encyclique Fratelli Tutti. En effet, le Pape François le reconnaît en personne, en affirmant dans ce même texte qu’il s’est inspiré de sa rencontre avec Ahmed el-Tayeb en 2019 pour son écriture.